# Pandaka rouxi
Pandaka rouxi es una especie de peces de la familia de los Gobiidae en el orden de los Perciformes.

## Hábitat
Es un pez de  clima tropical y bentopelágico.

## Distribución geográfica
Se encuentran en Asia: Indonesia. 

## Observaciones
Es inofensivo para los humanos. 